# Kommatecknat gräsfly
Kommatecknat gräsfly (Leucania comma) är en fjärilsart som beskrevs av Carl von Linné 1761. Kommatecknat gräsfly ingår i släktet Leucania och familjen nattflyn. Arten är reproducerande i Sverige. Inga underarter finns listade i Catalogue of Life.

## Bildgalleri

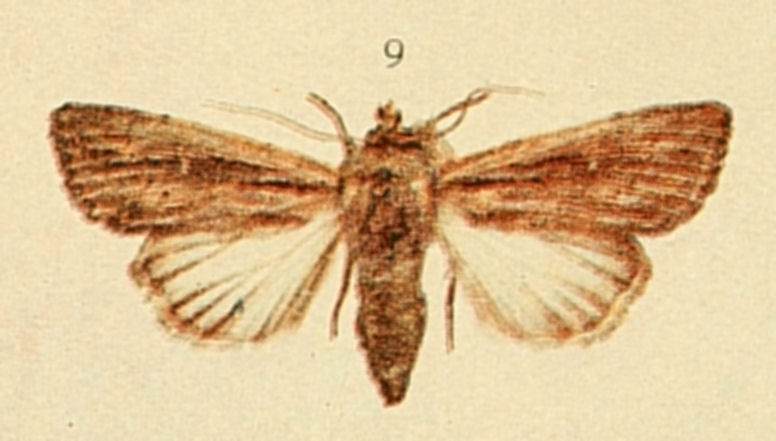
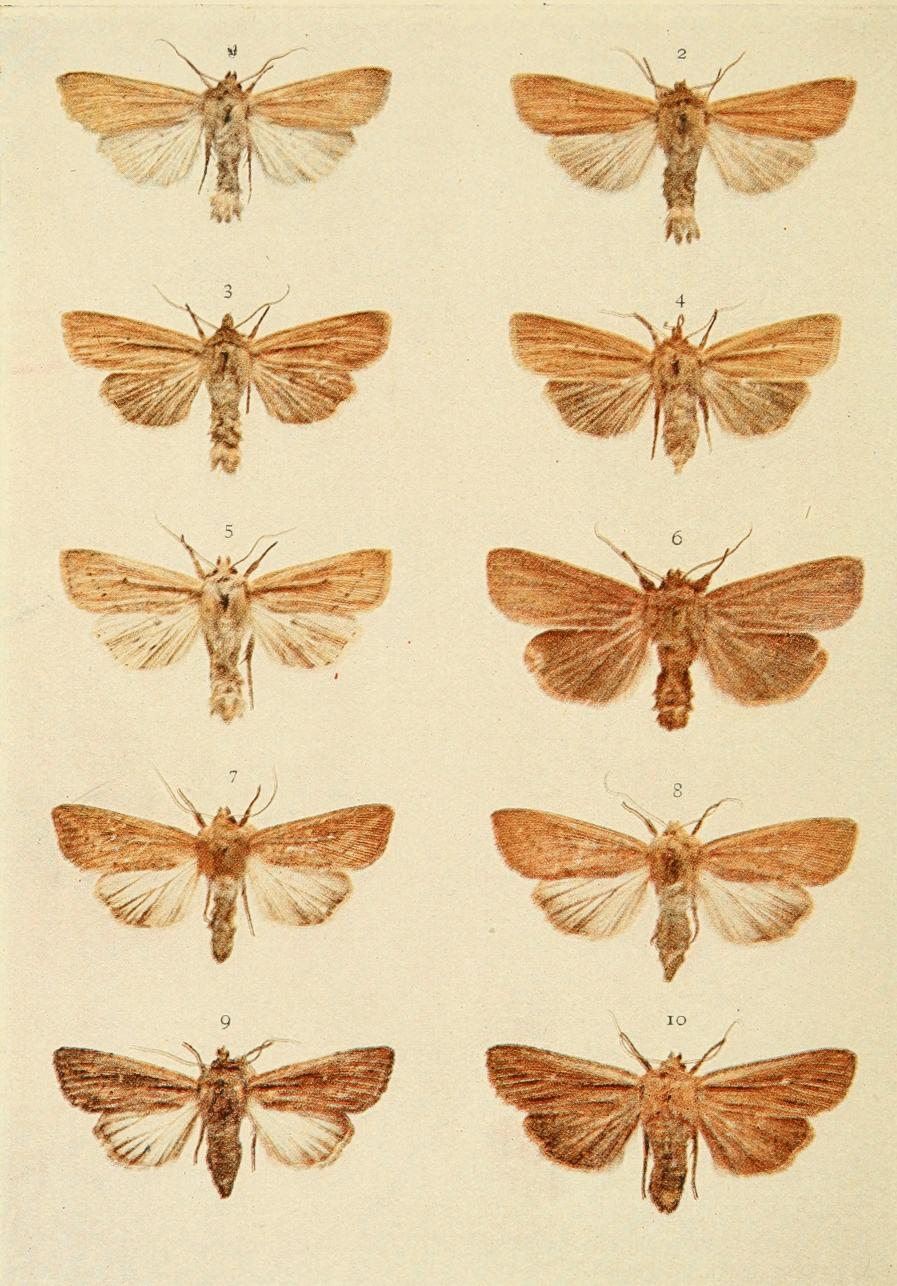
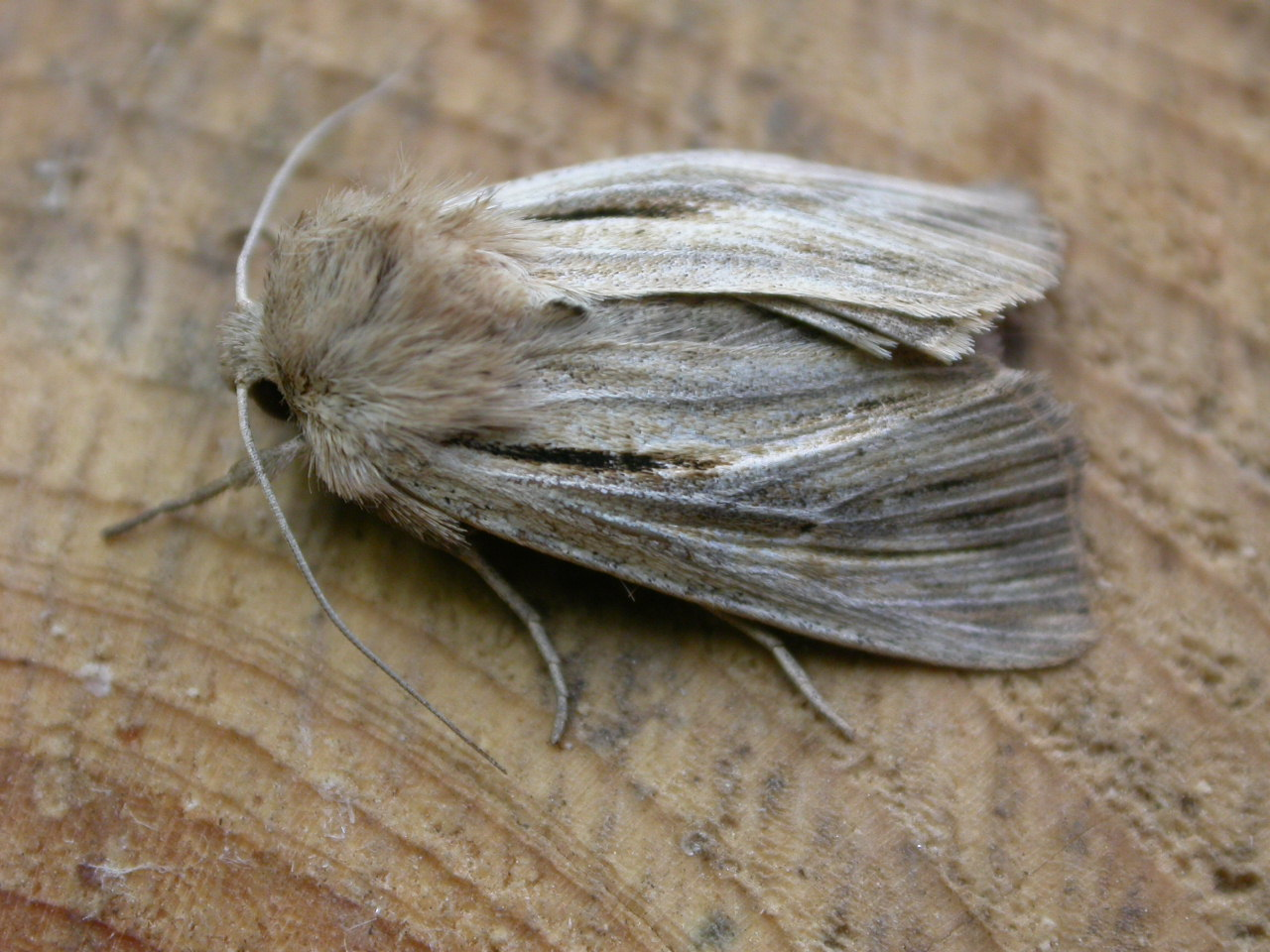